# Warren Cowgill
Warren Crawford Cowgill (ur. 19 grudnia 1929 koło Grangeville w stanie Idaho, zm. 20 czerwca 1985 w New Haven) – jeden z najwybitniejszych amerykańskich indoeuropeistów XX wieku. 
Studiował na Uniwersytecie Stanforda (bakalaureat w 1952) oraz językoznawstwo indoeuropejskie na Uniwersytecie Yale (magisterium w 1953). W 1957 doktoryzował się na podstawie pracy o indoeuropejskich formacjach czasu przeszłego z długim wokalizmem. 
Od 1956 pracował na Uniwersytecie Yale jako wykładowca językoznawstwa indoeuropejskiego (1956–1960), asystent (1960–1963) oraz profesor (1963–1965), później jako profesor językoznawstwa (1965–1985). Prowadził kursy z całości językoznawstwa indoeuropejskiego, nauczając indoeuropejskiej fonologii i morfologii, gramatyki porównawczej języka greckiego, łacińskiego, gockiego, staroirlandzkiego, średniowalijskiego, hetyckiego, greki homeryckiej, dialektów italskich i greckich, tocharskiego, klasycznego ormiańskiego, archaicznej łaciny, bałtosłowiańskiego oraz metod językoznawstwa historycznego. Prowadził też wykłady gościnne na Uniwersytecie Michigan, Illinois, Karoliny Północnej i University College London. Był członkiem wielu stowarzyszeń, między innymi Indogermanische Gesellschaft, Towarzystwa Filozoficznego w Cambridge oraz Towarzystwa Lingwistycznego Ameryki, w którym pracował jako asystent redaktora czasopisma „Language” od 1957 do 1975.